# Gabriel Echávarri
Gabriel Echávarri Fernández (Alicante, 29 de diciembre de 1970) es un abogado, politólogo y político español. Fue alcalde de Alicante entre 2015 y 2018. Dejó el cargo en abril de 2018 tras ser investigado en sendos casos de prevaricación.

## Biografía
Nació el 29 de diciembre de 1970 en el barrio alicantino de San Blas-Santo Domingo y es hijo de padre navarro y madre asturiana. Está licenciado en Derecho por la Universidad de Alicante y en Ciencias Políticas y de la Administración por la Universidad Miguel Hernández.  Ha ejercido como abogado desde el 2003 hasta el 2014 y como profesor asociado de Derecho Internacional Público y Relaciones Internacionales en la Universidad de Alicante entre el 2008 y el 2011. 
De joven trabajó como DJ en locales de ocio nocturno vinculados a Lalo Díez, su mano derecha, que fue nombrado Jefe de Gabinete de Alcaldía por Echávarri en septiembre de 2016.
Tras su paso por Unió Valenciana, se afilió en el año 2000 al PSOE, y en las elecciones generales de 2011 fue elegido diputado por la circunscripción electoral de Alicante. El 14 de julio de 2012 ganó las elecciones internas para convertirse en secretario general local del partido en Alicante y el 11 de octubre de 2014 se impuso en las primarias para convertirse en candidato de su partido a la Alcaldía de Alicante. 
En las elecciones municipales de 2015, el PSOE obtuvo 6 concejales, que sumados a los obtenidos por el resto de fuerzas progresistas de Alicante (6 de Guanyar y 3 de Compromís) pudo conseguir la Alcaldía, en una investidura que también contó con el voto a favor de Ciudadanos (6 concejales). El 16 de junio de 2015 renunció a su acta de diputado para poder centrarse en su labor como alcalde.
Desde noviembre de 2017 continúa como alcalde de Alicante al frente de un equipo de gobierno formado por seis concejales socialistas después de la salida de los concejales de Compromís y Guanyar. El 23 de marzo, anunció su dimisión en diferido forzado por sus problemas judiciales. Hizo efectiva su dimisión el 9 de abril de 2018 siendo sustituido interinamente en la alcaldía por la edil Eva Montesinos. El 19 de abril de 2018, exactamente 39 años después de la llegada de los socialistas al Ayuntamiento de Alicante, el PSPV-PSOE perdía la alcaldía que era recuperada por el Partido Popular con Luis Barcala como nuevo Alcalde.

## Controversias y problemas con la Justicia
Su mandato ha estado marcado por habituales salidas de tono contra miembros de la oposición e incluso compañeros de partido, tanto en las redes sociales como en su actividad política.
El 6 de octubre de 2017, Echávarri compareció en los Juzgados de Alicante, junto con su jefe de Gabinete Lalo Díez y su asesor de Comercio Pedro de Gea, para declarar como imputados por presuntos delitos de prevaricación en el conocido como "Caso Comercio". Esta imputación se produjo como consecuencia de las denuncias presentadas por el PP y Ciudadanos. Posteriormente, Echávarri habría forzado el despido de la cuñada del portavoz popular Luis Barcala, presuntamente como venganza por la decisión inicial del PP de elevar el caso a la Fiscalía, lo que fue puesto en conocimiento de la Fiscalía y acabó en un nuevo procesamiento por otro presunto delito de prevaricación. Echávarri está a la espera de la apertura de dos juicios orales.  
El 29 de octubre de 2019, fue condenado junto a sus dos exasesores por la Audiencia Provincial de Alicante por un  delito de prevaricación.
El 11 de febrero de 2020, fue condenado a nueve años de inhabilitación, por despedir a una funcionaria que era cuñada del líder de la oposición